# Miantochora ochreomaculata
Miantochora ochreomaculata là một loài bướm đêm trong họ Geometridae.